# 岩崎寒蟬
岩崎寒蟬（学名：Meimuna iwasakii），为蟬科寒蟬屬下的一種，分布於臺灣（陽明山、芝山巖、烏來、石碇、南）、日本（西表島、石垣島、琉球群島），成蟲每年於7至12月出沒，棲息於中、低海拔山區（如食茱萸、烏臼、九芎、江某、楓香等樹）。公蟬體長約28—30（1.1—1.2英寸）。母蟬體長約31—33（1.2—1.3英寸），體色多為藍綠色斑紋，少許銀灰色鱗毛。模式標本由岩崎卓爾於八重山群島採集，因而得名。

## 影音

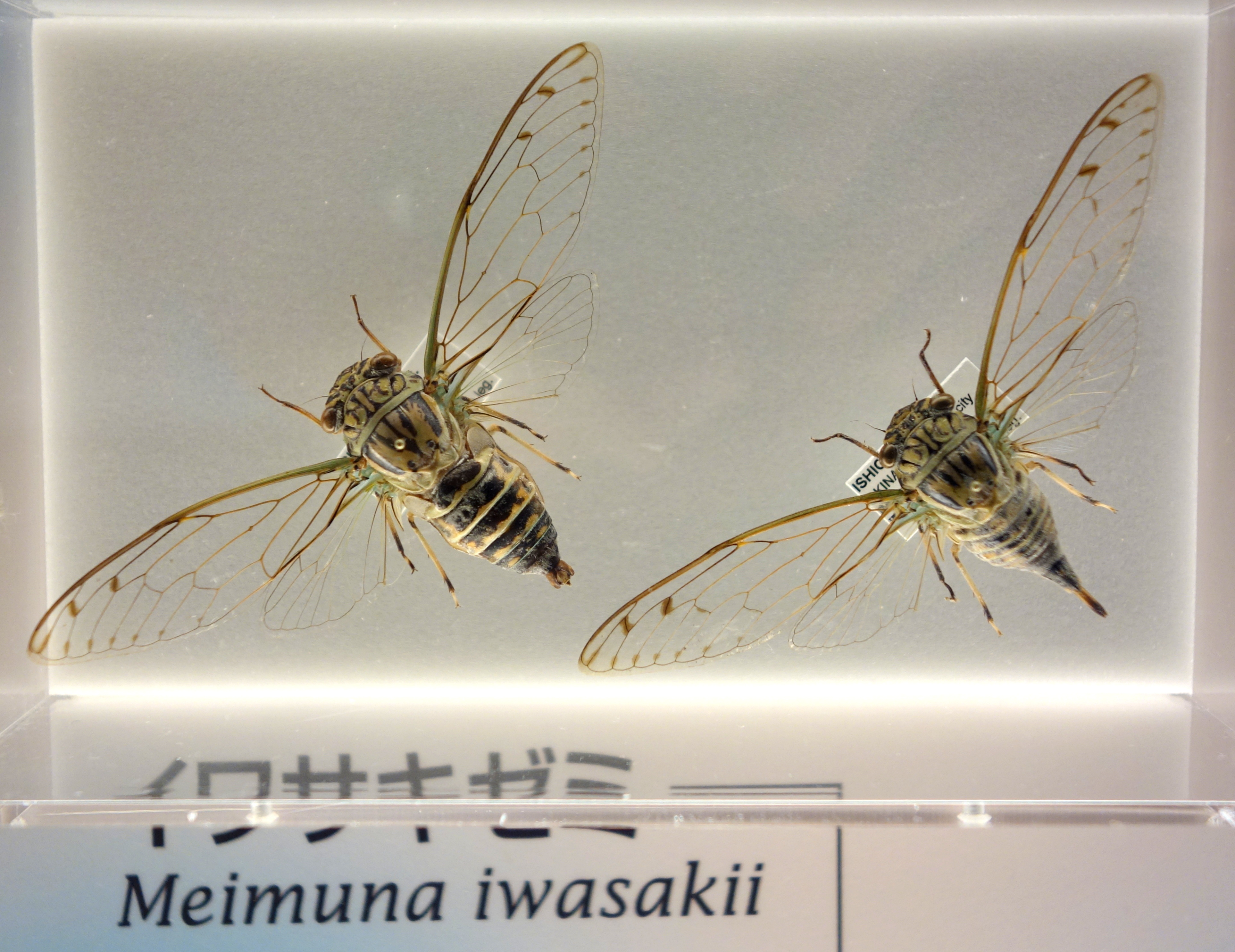
日本東京国立科学博物馆館藏資料